# Robert Grassin
Robert Grassin (ur. 17 września 1898 w Le Mans – zm. 26 czerwca 1980 w Gien) – francuski kolarz torowy i szosowy, dwukrotny medalista torowych mistrzostw świata.

## Kariera
Pierwszy sukces w karierze Robert Grassin osiągnął w 1921 roku, kiedy zwyciężył w klasyfikacji generalnej szosowego wyścigu Criterium des Aiglons. W 1924 roku został mistrzem kraju w wyścigu ze startu zatrzymanego, a rok później zwyciężył w tej samej konkurencji podczas torowych mistrzostw świata w Amsterdamie. Na rozgrywanych w 1930 roku mistrzostwach świata w Brukseli w wyścigu ze startu zatrzymanego zajął trzecie miejsce, za Niemcem Erichem Möllerem oraz swym rodakiem Georges'em Paillardem. Nigdy nie wystąpił na igrzyskach olimpijskich. Zdobył również jeszcze dwa medale torowych mistrzostw Francji: srebrny w 1928 roku i brązowy w 1931 roku.